# شراتس
شراتس [ˈɕerat͡s] () یکی از قدیمی‌ترین شهرستان‌های لهستان است که در مرکز لهستان و در کنار رود ورتا واقع شده است. این شهر در استان ووجکی قرار دارد و بر اساس آمار سال ۲۰۰۴، ۴۴٫۳۲۶ نفر جمعیت دارد. تاریخ تأسیس این شهر به قرن ۱۳ میلادی بر می‌گردد.

## تفریح و گردشگری
شهر شراتس از لحاظ ورزشی کاملاً مجهز می‌باشد. این شهر دارای سه زمین استاندارد فوتبال، دو میدانی و دو محموعه ورزشی می‌باشد. این شهر همچنین دارای هتل، رستوران‌های متفاوت، زمین تنیس و بهداری است. یک استخر بزرگ نیز در شیرادز واقع شده است. میدان اصلی شهر شیرادز خود یکی از جاذبه‌های شهر برای گردشگران می‌باشد. انواع فروشگاه‌ها در میدان اصلی واقع شده‌اند که اجناس با کیفیت بالایی را ارزه می‌کنند.
کلیساها در شیرادز نقش تاریخی مهمی دارند
یکی از جاذبه‌های شیرادز رودخانه ورتا است که تابستان‌ها در کرانه رودخانه محل شنا است. جنگل‌های مجاور به رودخانه وردا محل مناسبی برای رویش انواع قارج‌های جنگلی است و در پایان تابستان و اوایل پاییز خانواده‌ها برای جمع‌آوری قارچ‌های کوهی به این جنگل‌ها می‌روند.
منابع:
ویکی‌پدیا لهستانی: http://pl.wikipedia.org/wiki/Sieradz